# Francusko-amerykański traktat sojuszniczy (1778)

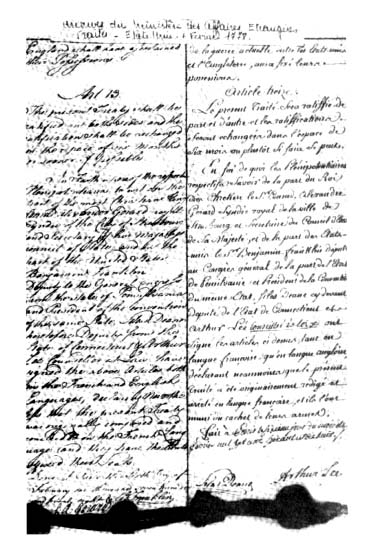
Francusko-amerykański traktat sojuszniczy (1778)

Francusko-amerykański traktat sojuszniczy (ang. Treaty of Alliance Between The United States and France) – zawarty w Paryżu pakt sojuszu pomiędzy USA a Francją z lutego 1778 roku, będącego podstawą wypowiedzenia wojny Wielkiej Brytanii przez Francję.
Według traktatu Francja po raz pierwszy uznawała istnienie Stanów Zjednoczonych.
6 lutego złożyli pod nim swój podpis, w imieniu Francji: Conrad-Alexandre Gérard, w imieniu USA: Benjamin Franklin, Silas Deane i Arthur Lee. Równocześnie zawarto francusko-amerykański traktat o przyjaźni i handlu.

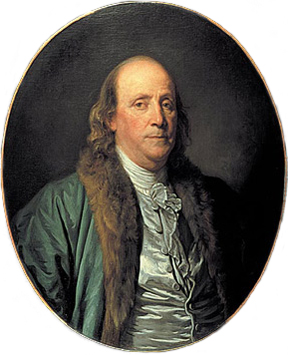
Benjamin Franklin
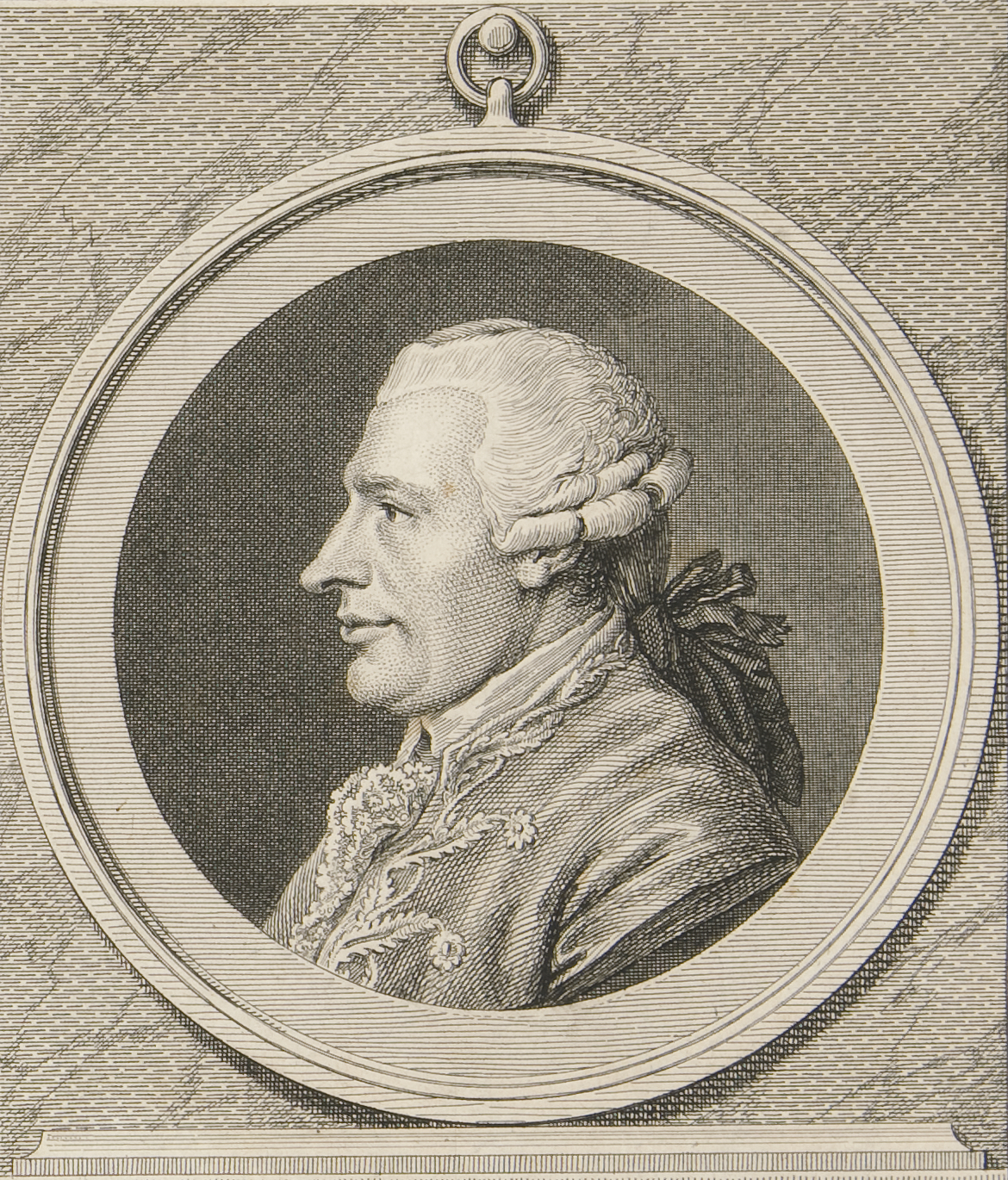
Conrad-Alexandre Gérard
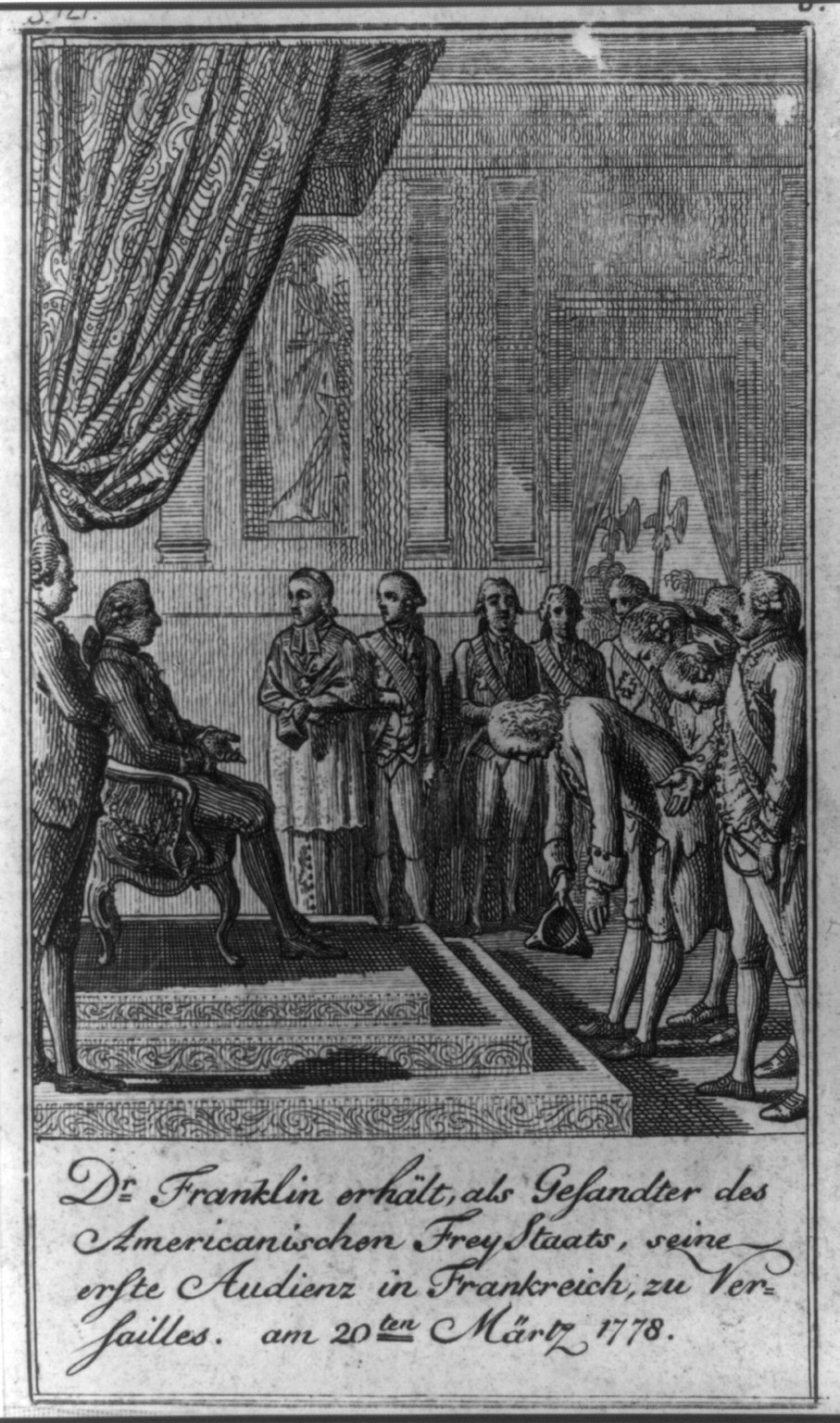
Benjamin Franklin jako poseł USA na audiencji w Wersalu 20 marca 1778 roku